# Franz Hellberg
Franz Hellberg (* 29. Dezember 1894 in Hamburg; † 30. März 1970 in Köln) war ein deutscher Unternehmer in der Braunkohlenindustrie.

## Leben
Hellberg, Sohn eines Wasser- und Tiefbauingenieurs, studierte nach Teilnahme am Ersten Weltkrieg ab 1918 das Bergfach an der Bergakademie Clausthal und wurde dort Mitglied des Corps Montania. 
Nach praktischer Tätigkeit im Braunkohlebergbau in der Niederlausitz und im Geiseltal wurde er mit 38 Jahren in den Vorstand der Anhaltischen Kohlenwerke und der Werschen-Weißenfelser Braunkohlen AG berufen. Zusätzlich war er ab 1940 Vorstandsmitglied der Mitteldeutschen Stahlwerke. Alle drei Gesellschaften gehörten zur Friedrich Flick KG. Zwischen Hellberg und Friedrich Flick bestand ein enges Vertrauensverhältnis. Hellberg betonte nach 1945 ausdrücklich, „dass Flick ihm bei der Führung der Unternehmen beträchtliche Freiheiten eingeräumt habe“.
Nach dem Zweiten Weltkrieg formierten sich auf sein Betreiben und unter seiner Leitung die vier großen Braunkohlengesellschaften des Rheinischen Reviers zu dem Gesamtunternehmen Rheinische Braunkohlenwerke AG. Hellberg forcierte die Erschließung der tieferliegenden Braunkohlenvorkommen des Rheinischen Reviers und sorgte für den systematischen Ausbau der Kraftwerke auf Braunkohlenbasis. Er war Vorsitzender des von ihm 1950 ins Leben gerufenen Deutschen Braunkohlen-Industrie-Vereins (DEBRIV) und später Präsident der Wirtschaftsvereinigung Bergbau. Zudem wurde Hellberg im Jahr 1952 in den Aufsichtsrat der Braunkohle-Benzin AG (West-Berlin) berufen.